# Aisy-sous-Thil
Aisy-sous-Thil är en kommun i departementet Côte-d'Or i regionen Bourgogne-Franche-Comté i östra Frankrike. Kommunen ligger i kantonen Précy-sous-Thil som tillhör arrondissementet Montbard. År 2022 hade Aisy-sous-Thil 203 invånare.

## Befolkningsutveckling
Antalet invånare i kommunen Aisy-sous-Thil
Referens:INSEE